# Brussels Airlines
Pour les articles homonymes, voir Bruxelles (homonymie).
You're in good company

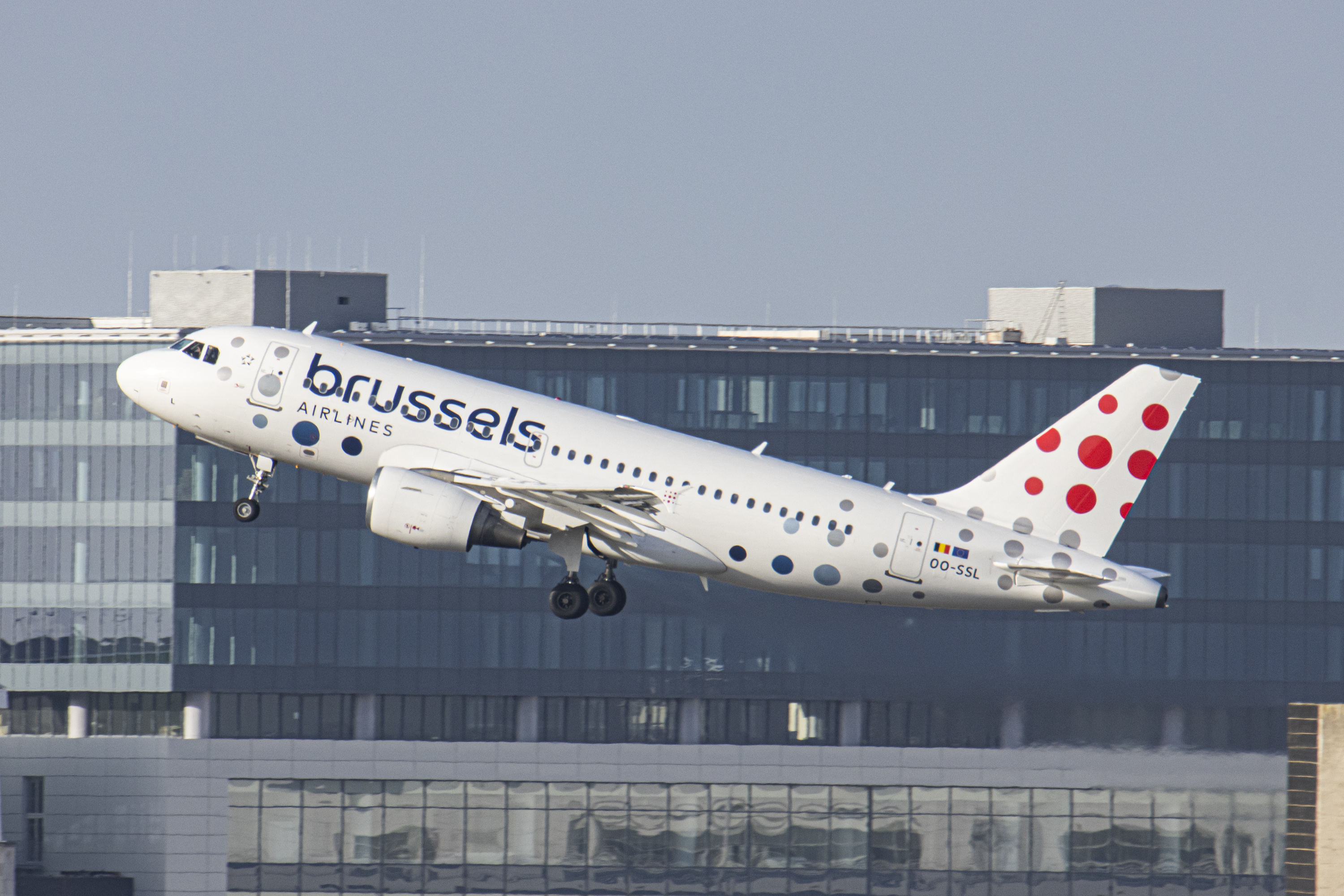
Un A319 de Brussels Airlines au décollage

Brussels Airlines est la compagnie aérienne nationale belge et est basée à l'aéroport de Bruxelles Zaventem où elle dessert plus de 120 destinations en Europe, Amérique du Nord, Afrique et Asie. Elle travaille en partage de code avec de nombreuses compagnies aériennes internationales afin d'offrir des destinations supplémentaires à ses passagers.
La compagnie est membre de l'Association internationale du transport aérien (IATA) ainsi que de la Star Alliance.
Lufthansa Group a acheté 45 % de Brussels Airlines en 2009 et, en septembre 2016, elle a annoncé le rachat total de la compagnie. L'achat s'est concrétisé en janvier 2017.
En 2018, Brussels Airlines a transporté environ 10 millions de passagers.

## Histoire

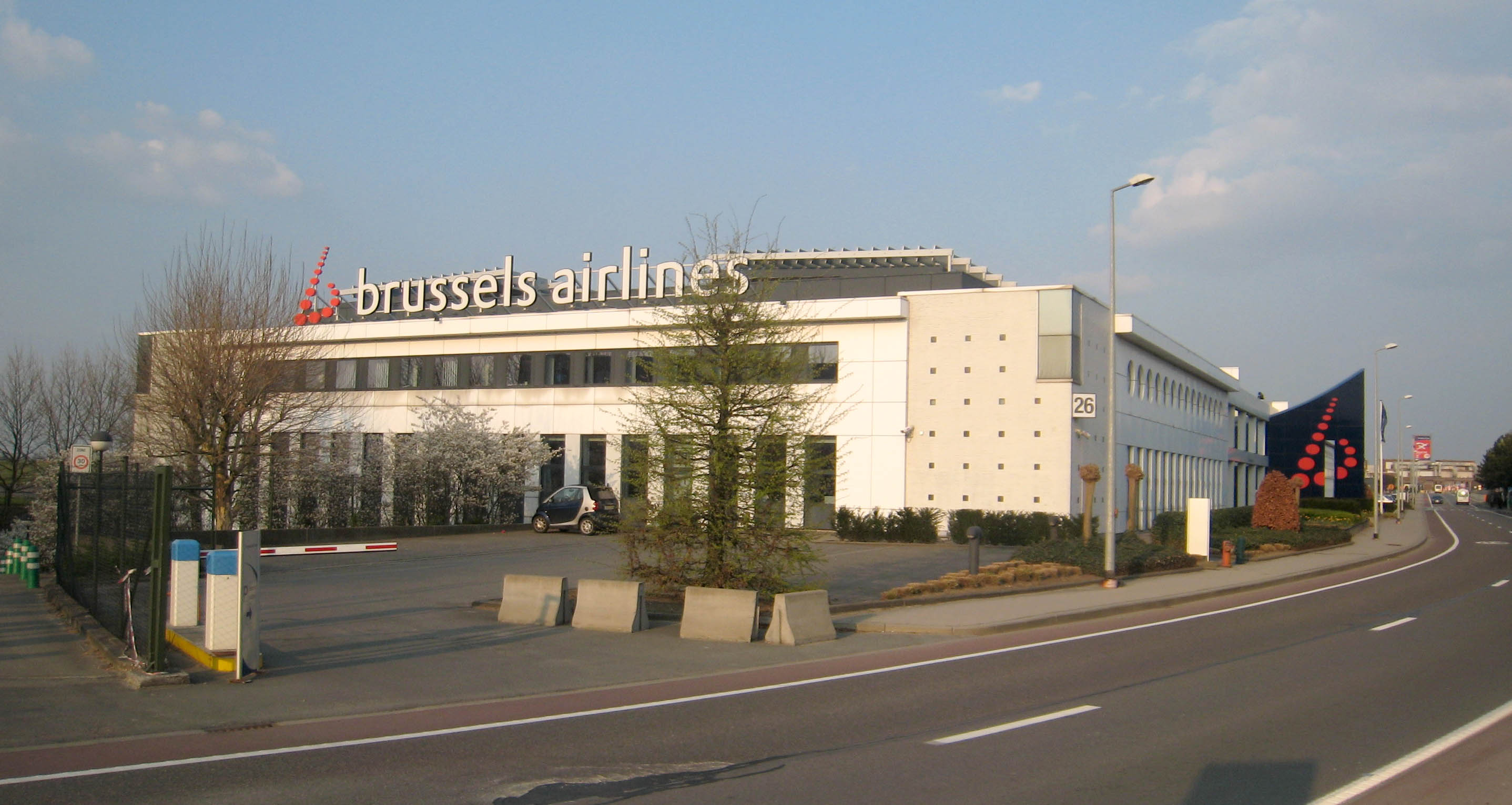
b.house, le siège de Brussels Airlines, sur le site de l'aéroport de Bruxelles

Brussels Airlines est issue de la fusion entre SN Brussels Airlines (SN) (elle-même issue directement de la faillite de la Sabena) et Virgin Express (TV). Les actionnaires des deux compagnies ont revendu leurs titres à un nouveau holding en échange de titres dans celui-ci. Annoncée le 31 mars 2006, la fusion devint plus concrète aux yeux du public le 7 novembre 2006, jour de l'annonce du nom de la nouvelle compagnie.
C'est le 25 mars 2007 que la compagnie a démarré ses opérations sous son nouveau nom. Brussels Airlines a gardé le code IATA "SN" qui était utilisé par la Sabena. Brussels Airlines est donc une nouvelle compagnie mais qui hérite des plus de 80 ans d'expérience de la Sabena, créée en 1923. Brussels Airlines a par ailleurs participé au lancement, en avril 2012, d'une compagnie aérienne de droit congolais: Korongo Airlines, basée à Lubumbashi, qui a cessé ses activités en septembre 2015.
En 2008 Lufthansa acquiert 45 % de la société-mère de Brussels Airlines, SN Air Holding, pour 65 millions d'euros. Brussels Airlines a alors été acceptée en décembre 2008 pour faire partie de Star Alliance, alliance qu'elle a intégré le 9 décembre 2009 en en devenant la 26e compagnie aérienne membre. C'est à ce moment qu'elle a abandonné son programme de fidélisation Privilège pour adopter celui de Lufthansa, Miles & More.
Fin 2016, Lufthansa acquiert les 55 % restants de SN Air Holding, société mère de Brussels Airlines pour un montant de 2,1 millions d'euros en profitant d'une clause de 2008, contestée par les actionnaires belges. L'accord pour cette acquisition est effectué en décembre 2016 et la transaction est conclue en début janvier 2017.
En mars 2017 Brussels Airlines annonce qu'elle veut racheter la totalité des parts de Thomas Cook Airlines Belgium et l'intégrer. En septembre, les actionnaires de Thomas Cook Airlines Belgium acceptent la reprise et annoncent l'intégration de deux Airbus A320 dans cette dernière et les trois restants seront repris par son ancien actionnaire le groupe Thomas Cook.
En 2018, Lufthansa commence la procédure d'intégration de Brussels Airlines dans sa compagnie à bas prix, Eurowings,. La marque Brussels airlines doit disparaître sur le réseau court et moyen courrier. L'ensemble des vols serait alors opéré aux couleurs d'Eurowings, à l'exception des vols longs-courriers qui resteraient exploités sous les couleurs de Brussels Airlines. 
Le 24 juin 2019, Lufthansa annonce que Brussels Airlines ne sera plus intégrée dans Eurowings, gardant ainsi son identité propre. En effet l'intégration est un échec. Eurowings avait commencé à opérer des vols longs courriers vers des destinations touristiques dont les Caraïbes. Les vols étaient exploités par Brussels Airlines qui affrétait le personnel ainsi que les avions. Deux Airbus A340-300 et 3 A330-300, tous aux couleurs d'Eurowings[pas clair]. Lufthansa  met fin à ces vols et à l'intégration de Brussels Airlines dans la compagnie à bas prix allemande et laisse ainsi toute autonomie à cette dernière, qui peut désormais avoir des liens plus étroits avec les autres compagnies du groupe tels Swiss international airlines et Austrian airlines. L’échec est dû à une importante perte de près de 250 millions d'euros au premier trimestre de 2019. Pour Lufthansa, une restructuration de Brussels Airlines s'avère toutefois nécessaire afin d'améliorer sa rentabilité, celle-ci  demeurant faible (un bénéfice de quelques millions d'euros chaque année, insuffisant pour le groupe).
Tout comme les autres compagnies aériennes, Brussels Airlines sort affaiblie de la pandémie COVID-19. Néanmoins celle-ci a su se redresser en tête du groupe Lufthansa, notamment grâce à son plan de restructuration sévère.
La compagnie est visée par une plainte pour pratiques commerciales trompeuses de greenwashing en compagnie de 16 autres compagnies par 22 associations européennes de consommateurs en juin 2023.

## Organisation et résultats

### Siège social et siège d'exploitation
Bien que la société possède son siège social à Ixelles, dans la Région de Bruxelles-Capitale, le B House est le siège d'exploitation. Il se situe dans la zone aviation générale (bâtiment 26) de l'aéroport de Bruxelles et à Diegem.

### Propriété structurelle
Brussels Airlines est la dénomination sociale de Brussels Airlines SA / NV (anciennement Delta Air Transport SA / NV) dont le siège social est situé à Ixelles (Bruxelles).
Brussels Airlines appartient presque à 100 % à SN Airholding SA / NV (1 811 308 actions sur 1 811 309), une société de portefeuille belge. Lufthansa détient 100 % de SN Airholding SA / NV après avoir pris le contrôle du reste des actions qu'elle ne détenait pas encore à compter de janvier 2017.
Christina Foerster en est la directrice générale depuis le 1er avril 2018[source secondaire souhaitée]. 

### Passagers transportés
Brussels Airlines a transporté 9,07 millions de passagers en 2017 soit une croissance de 17 % par rapport à 2016.
En 2018, Brussels Airlines a dépassé le cap des 10 millions de passager en une année.
Après 2 ans marqués par la pandémie de la COVID-19, Brussels Airlines retrouve au fur et à mesure ses performances d'avant-crise, et même plus[source secondaire nécessaire]. 

## Destinations
En plus d'un réseau européen, Brussels Airlines possède un réseau long courrier vers l'Afrique, hérité de la Sabena, l'ancienne compagnie nationale belge.
Depuis juin 2012, Brussels Airlines effectue des liaisons transatlantiques vers les États-Unis, dans un premier temps vers New York et l'Aéroport international John-F.-Kennedy puis, depuis le 18 juin 2013 vers l'aéroport de Washington Dulles à Washington DC,[réf. non conforme]. Depuis le 7 avril 2016, elle dessert une troisième destination nord-américaine, Toronto Pearson[source secondaire souhaitée].
En 2014, un total de neuf nouvelles destinations estivales est annoncé en parallèle avec deux nouvelles destinations desservies tout au long de l’année. C’est la plus grande expansion de réseau dans l’histoire de cette jeune compagnie[source secondaire souhaitée].
Le 12 août 2016, la compagnie annonce une nouvelle liaison entre Bruxelles et Bombay qui entre en vigueur le 30 mars 2017.
En 2017, Brussels Airlines rachète l'entreprise Thomas Cook Airlines Belgium et l'intègre entièrement dans Brussels Airlines ; la marque de Thomas Cook Airlines Belgium disparaît au profit de celle de Brussels Airlines[source secondaire souhaitée]. Ainsi, 24 destinations de vacances sont ajoutées au réseau de la compagnie. Deux A320 et 180 employés ont également intégré Brussels Airlines[source secondaire souhaitée].

### Partages de codes
Brussels Airlines a des partages de code avec les compagnies suivantes (* indique que la compagnie fait partie de Star Alliance) :
| - Adria Airways * - Aegean Airlines * - AirBaltic - Air Canada * - Air India * - Air Malta | - All Nippon Airways * - Austrian Airlines * - bmi regional - Croatia Airlines * - Egyptair * - Etihad Airways | - Eurowings - Hainan Airlines - Lufthansa * - Royal Air Maroc - RwandAir - Singapore Airlines * | - Swiss International Air Lines * - TAP Portugal * - TAAG Angola Airlines - Tarom - Thai Airways International * - Turkish Airlines * - United Airlines * | - Ukraine International Airlines - Avianca * |

## Flotte

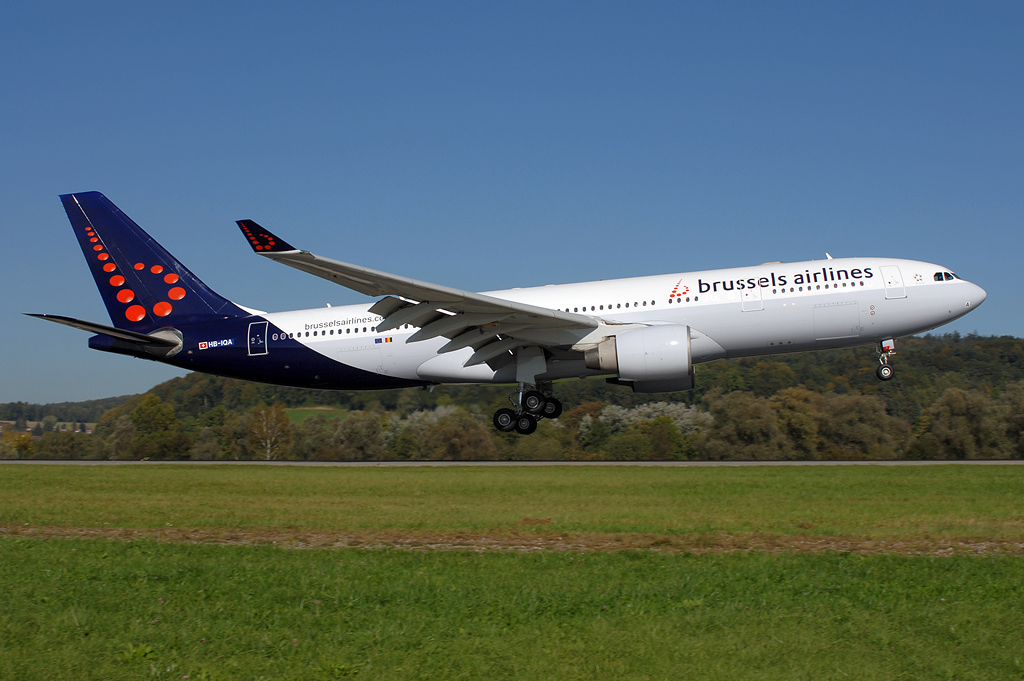
Airbus A330 opérant les liaisons vers l'Afrique et l'Amérique.

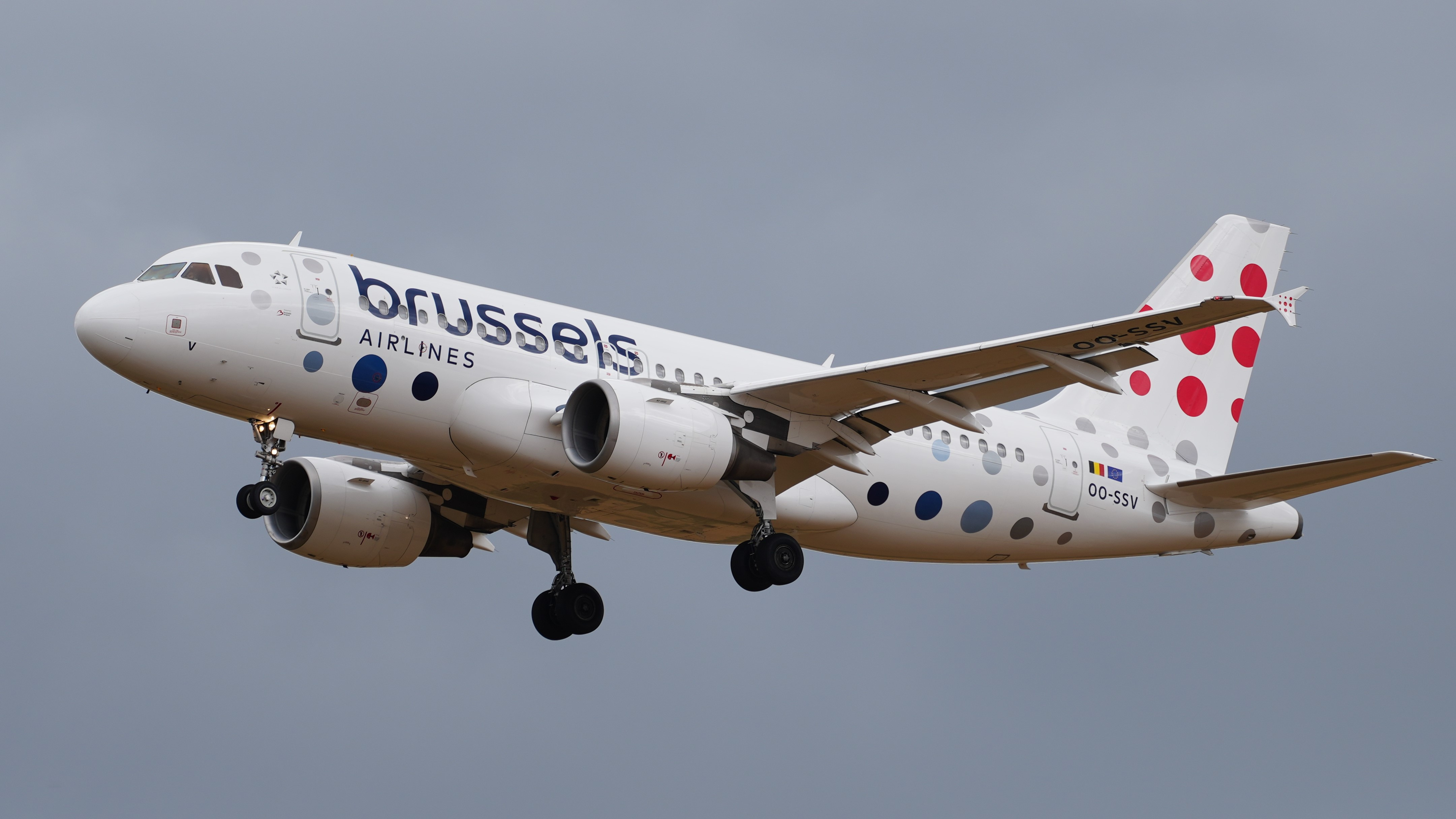
Un A319-100 de Brussels Airlines muni de la nouvelle livrée.

En mai 2021, les appareils suivants sont en service au sein de la flotte de Brussels Airlines :
| Type            | Nombre d'avions | Commandés | Passagers    | Passagers    | Passagers    | Passagers    | Remarques |
| Type            | Nombre d'avions | Commandés | Business     | Premium      | Economy      | Total        | Remarques |
| --------------- | --------------- | --------- | ------------ | ------------ | ------------ | ------------ | --- |
| Airbus A319     | 15              | -         | -            | -            | 141          | 141          | 1 avion peint dans la livrée Star Alliance (OO-SSY) |
| Airbus A320     | 17              |           | -            | -            | 180          | 180          | 6 avions peints en livrées spéciales Belgian Icons : OO-SNO (Trident) aux couleurs des Diables Rouges OO-SNB (Rachkham) aux couleurs de Tintin OO-SND (Aerosmurfs) aux couleurs des Schtroumpfs[source secondaire souhaitée] OO-SNF (Amare) aux couleurs de Tomorrowland OO-SNE (Bruegel) aux couleurs de Pieter Bruegel OO-SNM (Atomium) aux couleurs de l'Atomium, |
| Airbus A320neo  | 5               | 3,        | À déterminer | À déterminer | À déterminer | À déterminer | Livraisons en 2023 et 2024 (remplaceront les plus anciens A319-100). Premier A320NEO livré le 30 Octobre 2023 sous l'immatriculation : OO-SBA. |
| Airbus A330-300 | 10              | 3         | 30           | 21           | 244          | 295          | 10eme appareil livré le 13 septembre 2023 |
| Total           | 45              | 6         |              |              |              |              | |

## Identité visuelle

Logo du 15 février 2002 au 24 mars 2007.
Logo du 25 mars 2007 au 17 novembre 2021.
Logo à partir du 18 novembre 2021.

## Livrées spéciales
Brussels Airlines habille parfois ses avions de divers décors, la plupart en rapport avec la Belgique.
La compagnie dévoile en mars 2015 la livrée de son Airbus A320 basée sur les dessins d'Hergé pour son personnage Tintin. La livrée illustre un requin noir de 37 m de long lié au sous-marin du professeur Tournesol dans l'aventure Le Trésor de Rackham le Rouge. Le décor est réalisé par le peintre André Eisele et comprend au total 1 500 heures de travail. L'intérieur de l'avion reprend des scènes du Trésor de Rackham le Rouge en montrant le capitaine Haddock et Tintin. La bande dessinée originale est également disponible à bord de cet avion. Cette livrée spéciale Tintin devrait être utilisée jusqu'en 2019,.
Un an plus tard, Brussels Airlines présente un second A320, peint aux couleurs d'une autre « icône belge », René Magritte ; trois de ses peintures : La Belle Société (1965-1966), La Clairvoyance (1936) et Le Retour (1940) sont visibles sur l'avion. Cette livrée a été utilisée jusqu'en mai 2021.
La compagnie établit en 2014 un partenariat avec l’Union Royale Belge des Sociétés de Football - Association (URBSFA). Brussels Airlines devient le transporteur aérien officiel des Diables rouges. Durant la Coupe du Monde, la même année, le vol SN2014, spécialement relooké pour l’occasion, emmène ces Diables rouges à São Paulo avec 150 supporters. Deux ans plus tard, pour le Championnat d'Europe en France, Brussels Airlines créé une livrée spécifique sur un de ses Airbus A320, baptisé « Trident ». L'extérieur de l'avion est peint en rouge, avec un trident sur fond jaune. L'intérieur reprend des photos de 33 joueurs et des entraîneurs. L’avion devrait porter cette livrée jusqu'en 2020.
Durant l'été 2016, la compagnie affrète 108 vols, à partir de 68 aéroports, destinés à transporter environ 10 000 personnes au festival Tomorrowland ; là encore, Brussels Airlines décore l'un de ses avions aux couleurs de l'évènement, et réitère l'opération l'année suivante.
En mars 2018, pour célébrer les 60 ans des Schtroumpfs, la compagnie a repeint son avion immatriculé OO-SND et l'a baptisé Aerosmurf.
En avril 2019, un sixième avion doté d'une livrée spéciale a été dévoilé par la compagnie. Cette sixième livrée rend hommage au peintre Bruegel, l'avion immatriculé OO-SNE est baptisé Bruegel[source secondaire souhaitée].
Le 26 mars 2025, Brussels Airlines dévoile le design de son nouvel avion OO-SNM aux couleurs de l'Atomium,. La livrée, conçue par l’architecte Thomas Faes, a été choisie parmi plus de 900 propositions mettant en avant le patrimoine belge par un jury comprenant entre autres la chanteuse Sandra Kim et le dessinateur Philippe Geluck. L'intérieur, également décoré, est orné de croquis et de photos retraçant l'histoire de l'Atomium depuis sa construction en 1958.

Livrées spéciales des avions A320 de la compagnie
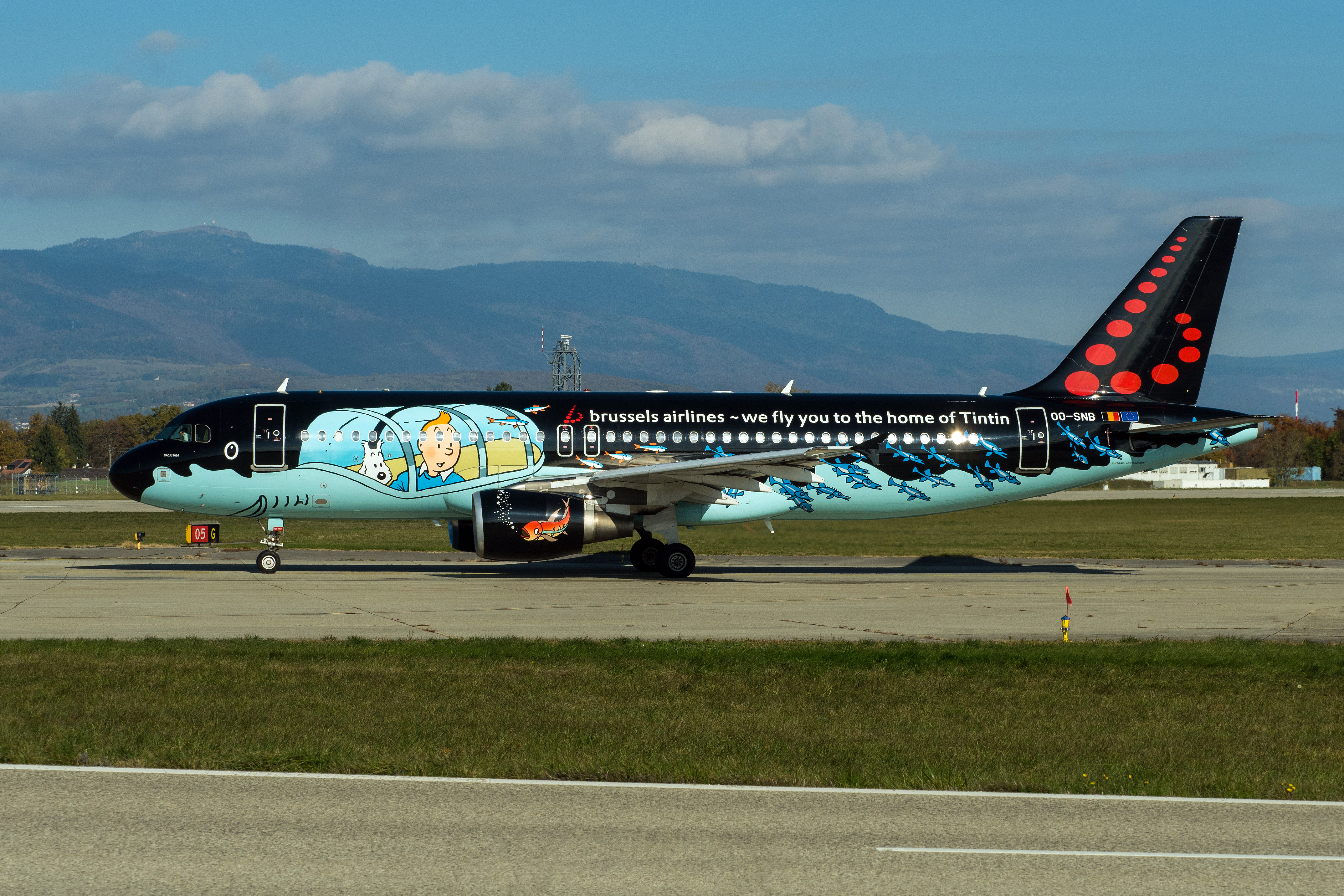
Livrée Tintin.
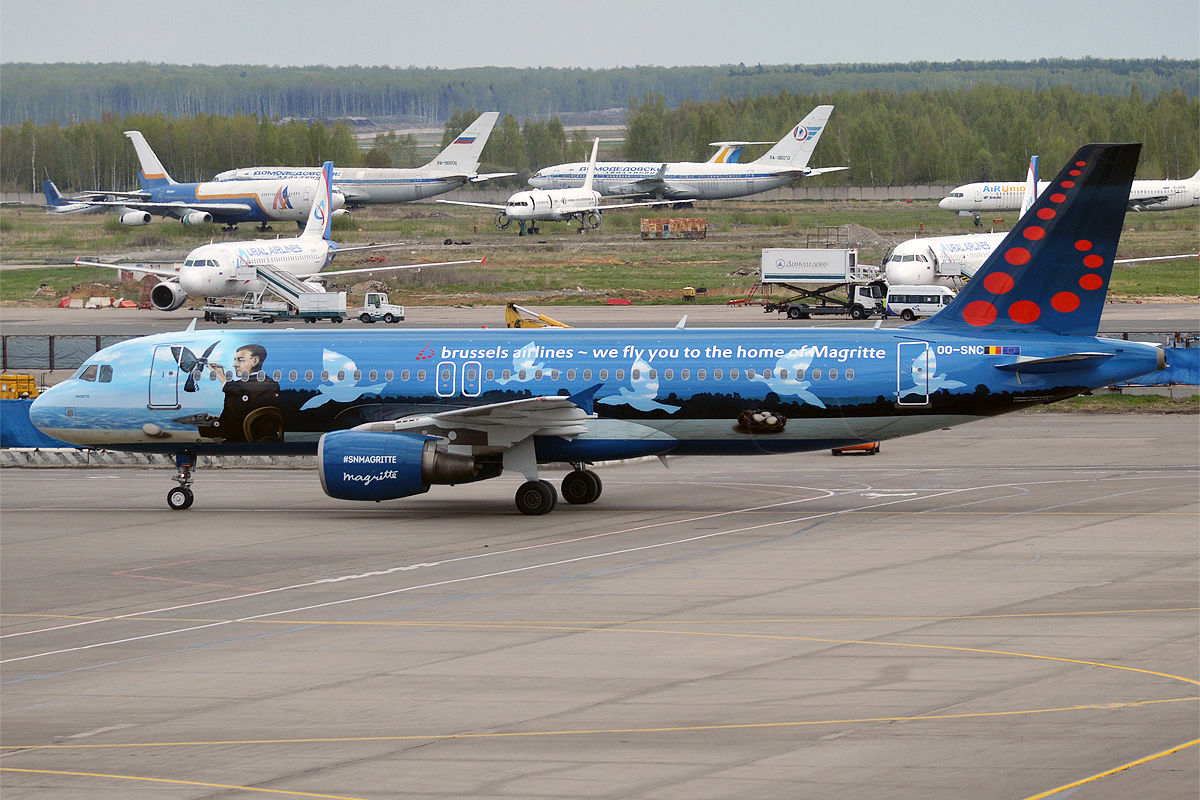
L'A320 rendant hommage à René Magritte.
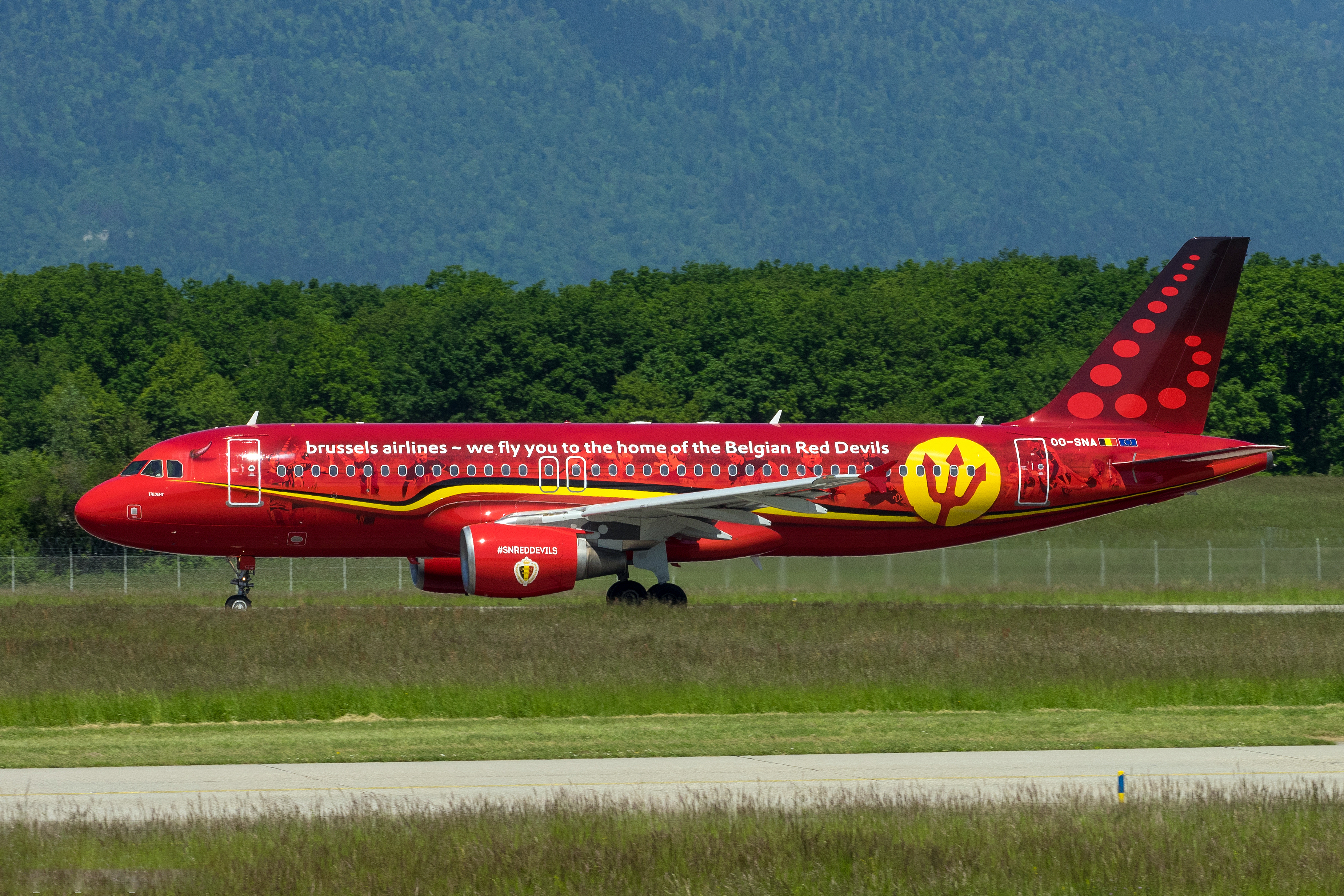
Livrée Red Devils.
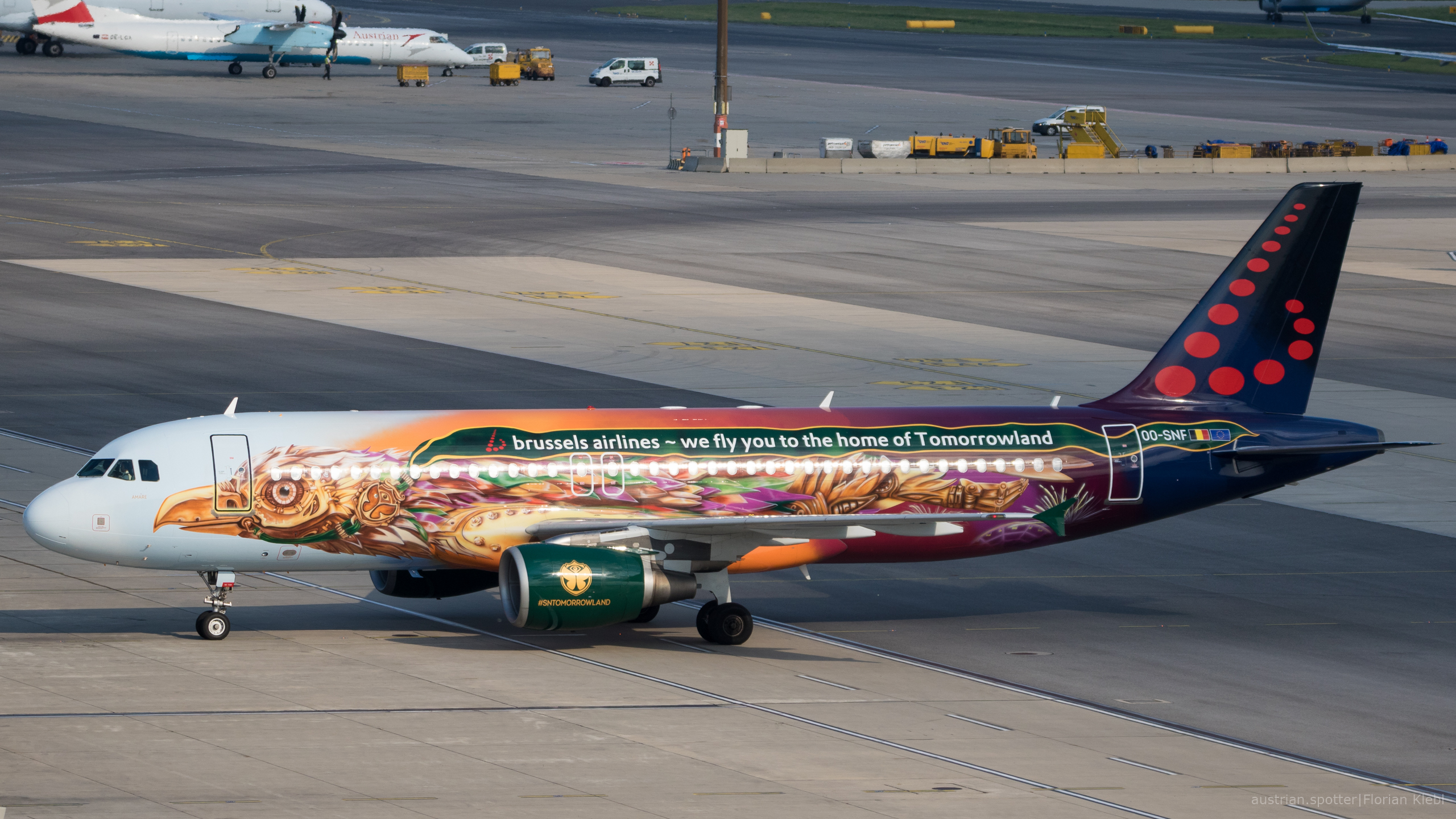
Livrée Tomorrowland.
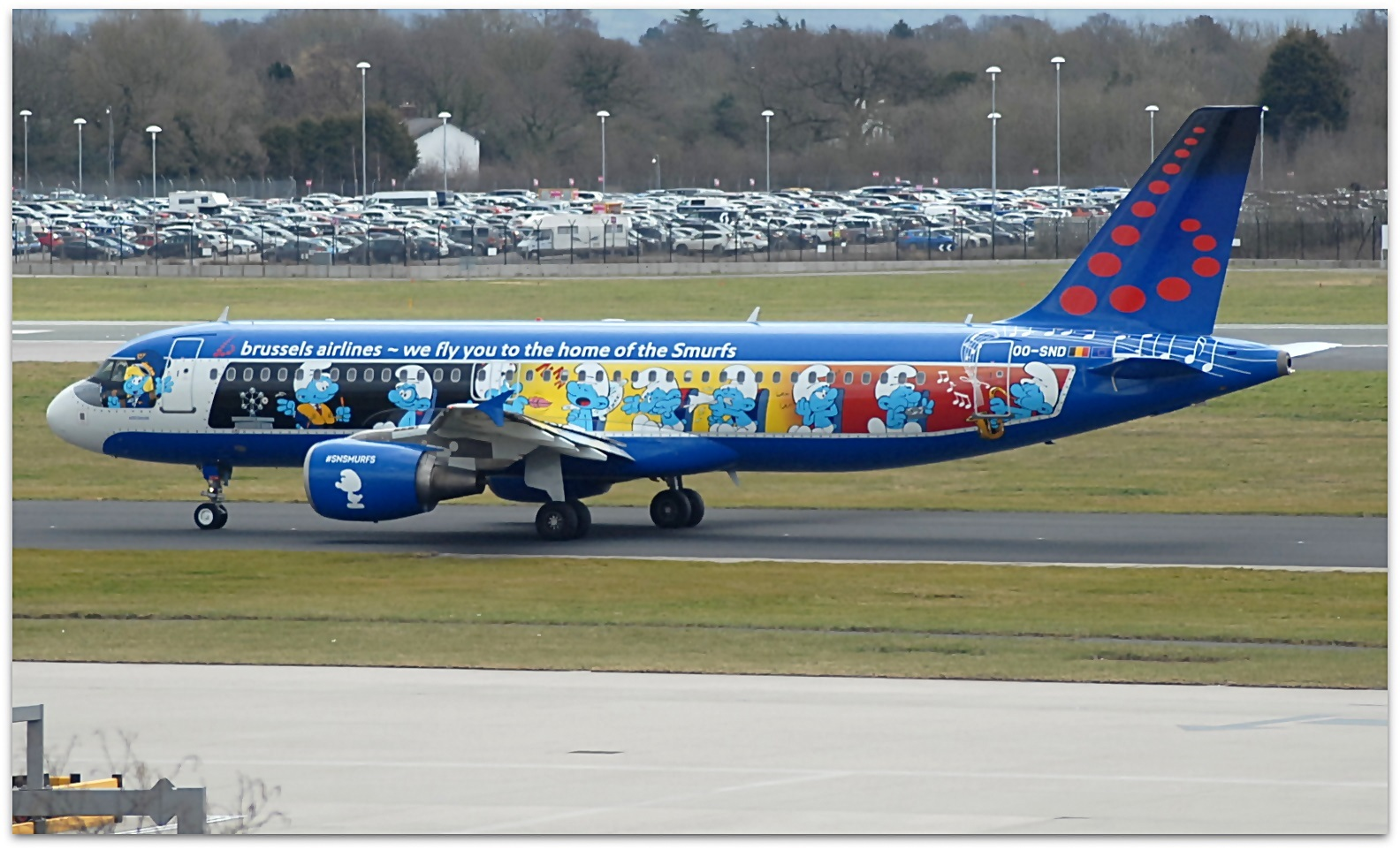
Livrée Aerosmurf (Schtroumpfs).